# Mesotritia nitida
Mesotritia nitida är en kvalsterart som beskrevs av Hammer 1977. Mesotritia nitida ingår i släktet Mesotritia och familjen Oribotritiidae. Inga underarter finns listade i Catalogue of Life.